# Cynortula punctata
Cynortula punctata is een hooiwagen uit de familie Cosmetidae.